# Tremex
Tremex  (лат.) — род перепончатокрылых насекомых из семейства рогохвостов (Siricidae).
Размер (для видов, обитающих в европейской части России) от 15 до 38 мм.
Переднее крыло с двумя радиомедиальными ячейками (2-я радиомедиальная жилка отсутствует). Усики относительно короткие (не длиннее головы и груди, вместе взятых). У самок на конце брюшка имеется выступ треугольной формы.
Личинки питаются древесиной лиственных деревьев, имаго не питаются.
Виды рода распространены в Голарктике и Восточной Азии.
В европейской части России встречаются:
- Tremex fuscicornis (Fabricius, 1787)
- Tremex magus (Fabricius, 1787)
- Tremex alchymista Mocsary, 1886